# Digi Communications
RCS & RDS — румунська телекомунікаційна компанія. Є одним з найбільших телекомунікаційних операторів в Південно-Східній Європі та найбільшою кабельною та супутниково-телевізійною компанією у Румунії. Надає послуги кабельного телебачення, кабельного інтернету, IP-телефонії, мережі 3G, а з 2004 року й супутникове телебачення (під брендом Digi TV).
Компанія надає послуги у Румунії, Іспанії, Угорщині, Італії. Штаб-квартира компанії знаходиться у Бухаресті. Власником є підприємець Золтан Тесарі.

## Історія
Компанія RCS & RDS була створена у квітні 2005 року де-юре об'єднанням Румунських кабельних систем (RCS, заснована у 1994 році) та Румунських систем даних (RDS, заснована у 1998 році). Ці компанії мали одного й того ж власника з самого початку та діяли де-факто як єдине ціле задовго до цього (з 2001 року).
У 2003 році RCS & RDS придбала телекомунікаційну компанію TerraSat., у 2004 вона придбала Astral Telecom та FX Communications. У 2010-х роках їй були придбані компанії Airbites (2010), iLink (2012) та Titan Net (2013).
За даними 2007 рока в компанії нараховувалось: 2,6 млн абонентів супутникового телебачення DigiTV.Satelit, 1,6 млн абонентів кабельного телебачення DigiTV.Cablu, 1,5 млн абонентів стаціонарної телефонної мережі Digi.Tel, 2 млн абонентів мобильного телефонного сервісу Digi.Mobil, 1,1 млн абонентів сервісу широкосмугового інтернету Digi.Net.
У 2016 році виручка RCS & RDS зросла з 750,1 до 842,8 млн євро. Весною 2017 рока агентство S&P підвищило рейтінг компанії RCS & RDS з «B+» до «BB-».